# Правично убиство
Правично убиство (енгл. Righteous Kill) амерички је акциони трилер из 2008. године, у режији Џона Авнета, по сценарију Расела Гевирца. Роберт де Ниро и Ал Пачино глуме детективе њујоршке полиције у потрази за серијским убицом. Трећа је сарадња Де Нира и Пачина, након филмова Кум 2 и Врелина.
Приказан је 12. септембра 2008. године у САД. Добио је углавном негативне рецензије критичара и зарадио 74 милиона долара, у односу на буџет од 60 милиона долара.

## Радња
Два полицајца-ветерана после тридесет година рада као партнери у истраживању убистава у њујоршкој полицији требало би да су спремни за пензију, али нису. Пре него предају своје службене значке биће позвани да истраже убиство криминалца за кога се испоставља да је био повезан са случајем за који су мислили да је решен пре много година. Као и у ранијем убиству, жртва је криминалац на чијем телу је пронађена песма од четири реда послвећена злочину.
Када се деси још неколико убистава, двојици детектива постаће јасно да је реч о серијском убици који је изабрао за своје жртве криминалце који су измакли правном систему. Убица верује да је његова мисија да уради оно што полиција не може сопственим снагама — да истреби криминал са улица једном заувек.

## Улоге
| Глумац            | Улога                  |
| ----------------- | ---------------------- |
| Роберт де Ниро    | Том Кауан              |
| Ал Пачино         | Дејвид Фиск            |
|                   | Маркус „Паук” Смит     |
| Карла Гуџино      | Карен Корели           |
| Џон Легвизамо     | Сајмон Перез           |
| Дони Волберг      | Теди Рајли             |
| Брајан Денехи     | поручник Џеј-Ди Хингис |
| Трилби Главер     | Џесика                 |
| Мелиса Лео        | Шерил Брукс            |
| Олег Тактаров     | Јевгениј Магулат       |
| Стерлинг К. Браун | детектив Роџерс        |
| Алан Блуменфелд   | Мартин Баум            |
| Френк Џон Хјуз    | Чак Рандал             |
| Роб Дирдек        | Боби Брејди            |